# Рейпас (футбольный клуб)
«Рейпас» (фин. Lahden Reipas) — финский футбольный клуб из города Лахти. Ранее представлял город Выборг.

## История

### «Рейпас» Выборг
Корни клуба относятся к выборгскому спортивному клубу Viipurin Reipas (после Второй мировой войны, во многом благодаря переселенцам из Карелии и Выборга, перебазировался в Лахти), где были также подразделения по другим видам спорта, и, в частности, помимо футбольной команды имелись одноимённые команды по хоккею с шайбой (ХК «Рейпас», в 1996 году преобразован в «Пеликанс») и хоккею с мячом.
Первые официальные футбольные матчи были сыграны в 1907 году, «Рейпас» выиграл чемпионат Выборгского региона, обыграв команду «Тармо» Выборг со счетом 4:0. После этого в «Рейпас» влилась футбольная секция Финского классического лицея в Выборге. В 1910—1920-х годах команда участвовала в кубке Финляндии, являвшимся прообразом чемпионата, четырежды в этот период команда доходила до финала. С 1930 года финские первенства стали разыгрываться в рамках лиги Местарууссарья, выборгский «Рейпас» дебютировал в ней в 1939 году (тот сезон был приостановлен из-за советско-финляндской войны, весной 1940 года были утверждены промежуточные результаты, «Рейпас» занял последнее 8-е место).

### «Рейпас» Лахти
После войны и отхода Выборга Советскому Союзу спортклуб и футбольная команда продолжали официально именоваться Viipurin Reipas, в 1962 году команда стала называться просто «Рейпас», а с 1963 года — «Рейпас Лахти», от имени нового образованного одноимённого спортивного клуба с отделившимися от старого секциями футбола, хоккея и хоккея с мячом. В период с 1963 по 1970 год «Рейпас Лахти» трижды становился чемпионом Финляндии, выигрывая лигу Местарууссарья, в 1960—1970-х годах также по три раза выигрывал серебряные и бронзовые медали чемпионата, 7 раз побеждал в кубке Финляндии (в том числе — пять раз подряд, что является рекордом) и ещё трижды становился финалистом кубка. В это время команда была одной из ведущих в стране и регулярно играла в еврокубках.
По итогам сезона 1980 года «Рейпас Лахти» покинул высший дивизион. Через два года вернулся, но не удержался, а последний период пребывания в высшем дивизионе датируется сезонами 1987—1991. В этот период у клуба были финансовые проблемы и он находился тени другой команды из Лахти — «Куусюси». В 1992 году «Рейпас Лахти» занял последнее 12-е место первом дивизионе и вылетел во второй, через год вернулся и в 1994—1996 годах играл во втором по силе финском дивизионе (в 1996 году заняв место в зоне вылета).
После сезона 1996 года в результате объединения клубов «Рейпас Лахти» и «Куусюси» был образован ФК «Лахти», получивший место «Куусюси» в лиге Юккёнен, в лиге Какконен стала играть его резервная команда «Палло Лахти». Наряду с этими изменениями была создана команда «Палло Рейпас — 96», в 2001 году она сменила название на «Рейпас» и стала играть на юниорском уровне командами различных возрастов. В 2012 году была воссоздана взрослая команда «Рейпас», которая заменила команду «Салпаусселен Рейпас» в лиге Колмонен (Д-4). Поднялась уровнем выше по итогам сезона-2018.

## Клубные цвета
| Оранжевый | Чёрный |

Традиционные цвета клуба — чёрно-оранжевые, футболки в вертикальную полоску.

## Достижения
Чемпионат Финляндии
- Чемпион (3): 1963, 1967, 1970
- Серебряный призёр (3): 1962, 1968, 1974
- Бронзовый призёр (3): 1965, 1972, 1973

Кубок Финляндии
- Обладатель (7): 1964, 1972, 1973, 1974, 1975, 1976, 1978
- Финалист (3): 1963, 1967, 1970